# Wilje
Wilje (ros. Вилье; est. Vilo) – przystanek kolejowy w pobliżu miejscowości Barabanowo, w rejonie pieczorskim, w obwodzie pskowskim, w Rosji. Położony jest na linii Psków - Valga - Ryga.

## Historia
Przystanek powstał w latach 30 XX w., gdy tereny te należały do Estonii i przez okres międzywojenny nosił estońską nazwę Vilo. Nazwa ta w rusyfikowanej formie zachowała się do dziś.